# هيئة الإذاعة السويسرية
هيئة الإذاعة السويسرية (بالألمانية: Schweizerische Radio- und Fernsehgesellschaft)‏؛ (بالفرنسية: Société suisse de radiodiffusion et télévision)‏؛ (بالإيطالية: Società svizzera di radiotelevisione)‏؛ (بالرومانشية: Societad Svizra da Radio e Televisiun)‏؛ SRG SSR) هي هيئة البث العامة السويسرية تأسست عام 1931، وهي الشركة القابضة المكونة من 26 قناة إذاعية وتلفزيونية. مقرها الرئيسي في برن، وهي منظمة غير ربحية، تُمول أساسًا من خلال رسوم ترخيص الإذاعة والتلفزيون (70٪) وتحقق الدخل المتبقي من الإعلانات والرعاية.
بسبب كون سويسرا تضم أربع لغات رسمية قسمت شركة البث إلى أربعة فروع تهتم ببث البرامج باللغة المطلوبة وهي:
- الألمانية: راديو وتلفزيون سويسرا بالألمانية (SRF)
- الفرنسية : راديو وتلفزيون سويسرا بالفرنسية (RTS)
- الإيطالية: راديو وتلفزيون سويسرا بالإيطالية (RSI)
- الرومانشية : راديو وتلفزيون سويسرا بالرومانشية (RTR)

## الإسم

شعار الهيئة من 1999 إلى 2010

الإسم الرسمي للهيئة بالألمانية هو Schweizerische Radio- und Fernsehgesellschaft (SRG، المعروف سابقًا باسم Schweizerische Rundspruchgesellschaft)، وبالفرنسية هو Société suisse de radiodiffusion et télévision (SSR، المعروفة سابقًا باسم Société suisse de radiodiffusion)، وبالإيطالية Società svizzera di radiotelevisione (SSR، المعروف سابقًا باسم Società svizzera di radiodiffusione)، بالرومانشية Societad svizra da radio e televisiun (SSR، المعروفة سابقًا باسم Societad svizra da radio). اسم الشركة، SRG SSR، مشتق من الأحرف الأولى بالألمانية والأحرف الأولى بالفرنسية والإيطالية والرومانشية. تُعرف المنظمة باللغة الإنجليزية باسم هيئة الإذاعة السويسرية. اللقب idée suisse (بالفرنسية) والتي تشير إلى مهمة الخدمة العامة للمنظمة، وقد تم تبنيه في عام 1999 وأزيل في مايو 2011.

## تاريخ

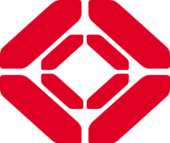
شعار SRG SSR "الترباس" من 1985 إلى 1999

بدأت المحطة الإذاعية الثالثة العامة في أوروبا البث من لوزان في عام 1922 أساس نظام رسوم الترخيص. تم شراء 980 رخصة عام 1923. في غضون بضع سنوات، بدأت تعاونيات إذاعية تعمل وفقًا للمبادئ نفسها في جميع أنحاء البلاد. في عام 1930، تقرر أن الإذاعة هي خدمة عامة مهمة لا ينبغي السماح لها بأن تصبح صانع أموال للمصالح الخاصة، وأنه يجب أن يتم تنظيمها على أساس فيدرالي. في عام 1931، أسست الهيئة لتصبح منظمة تنسيق لاتحادات البث الإقليمية، وحصلت على الترخيص الوحيد للبث من المجلس الاتحادي. في نفس العام تم الاتفاق على أن جميع التقارير الإخبارية في الوسيلة الجديدة يجب أن تقدمها وكالة الأنباء السويسرية، وهو القرار الذي ظل دون تغيير حتى عام 1971.
بدأت أولى أجهزة الإرسال الوطنية في العمل في عام 1931: راديو سوتين للفرنسية، وراديو بيرومونستر للألمانية، وراديو مونتي سينري للإيطالية عام 1933. في عام 1938 تم الاعتراف بالرومانشية لغة وطنية للبلاد، وبدأت استوديوهات زيورخ في بث البرامج باللغة الرومانشية. خلال الحرب العالمية الثانية، قامت الهيئة بوظيفة مهمة كونها المورد المحايد والغير متحيز للأخبار، ووصل بعيدًا خارج حدود سويسرا من خلال الإرسال على الموجات القصيرة. أصبح راديو بيرومونستر وراديو مونتي سينري هما المحطات الإذاعية المجانية الوحيدة باللغتين الألمانية والإيطالية في أوروبا.
في عام 1950، كانت الهيئة واحدة من 23 مؤسسة إذاعية مؤسسة لاتحاد البث الأوروبي. في عام 1939، بدأ البث التلفزيوني التجريبي في زيورخ. في عام 1953، بدأ البث التلفزيوني المنتظم باللغة الألمانية (من زيورخ) - ساعة واحدة في المساء، خمسة أيام في الأسبوع - مما جذب على الفور 920 من مشتري تراخيص البث التلفزيوني المبكر. بعد عام، في عام 1954، بُث البرامج الفرنسية من جنيف. بالنسبة للمنطقة الناطقة باللغة الإيطالية، أعيد بث البرامج مع ترجمة إيطالية حتى تم بناء استوديوهات إيطالية مخصصة في عام 1958. تم شراء 50000 ترخيص تلفزيوني في السنة الأولى.
غيير اسم الشركة في عام 1960 إلى Schweizerische Radio- und Fernsehgesellschaft (والأسماء المكافئة في اللغات الأخرى - انظر أعلاه) لتعكس إضافة خدمات التلفزيون. في عام 1964، سمح المجلس الاتحادي بالإعلان التلفزيوني كوسيلة لإبقاء رسوم الترخيص منخفضة. منحت كل من اللغات الرئيسية الثلاث قناة إذاعية ثانية في عام 1966، من أجل مواجهة آثار البث التجاري الجديد خارج البلاد، والتي كانت إشاراتها القوية تصل إلى سكان سويسرا. في نفس العام، أنشئت وحدة بث رومانشية مخصصة في خور، باستخدام بعض وقت بث القناة الثانية الجديدة باللغة الألمانية. في عام 1968، تم تقديم التلفزيون الملون، وتجاوز عدد دافعي رسوم الترخيص المليون.
بدأت القنوات الإذاعية في الإرسال الاستريو في عام 1978. خفف المجلس الاتحادي تشريعات وسائل الإعلام السويسرية في عام 1983 للسماح للقنوات الإذاعية المحلية الخاصة والتجارية. تصدت هيئة الإذاعة لهذا التهديد من خلال إطلاق مجموعتها الثالثة من القنوات، التي تستهدف جمهورًا أصغر سنًا. في عام 1991، خضعت الهيئة لإعادة هيكلة واسعة النطاق. نظمت المؤسسة نفسها كاتحاد صناعي خاص وشركة قابضة بموجب قانون الشركات السويسري. غيير الاسم إلى (SRG SSR idée suisse) في عام 1999. في عام 1992، فصل راديو بيرومونستر عن المذيع الإذاعي الناطق باللغة الألمانية، والذي كان يضم أنشطة البث الرومانشي منذ عام 1938، وفي عام 1994 وفصل التلفزيون الرومانشي أيضًا، وأعادت خدمة البث الرومانشية تسمية نفسها (Radio e Televisiun Rumantscha).
بدأت الهيئة في عام 1997 البث رقميًا على القمر الصناعي هوت بيرد (13 درجة شرقًا). يتم تشفيره من القمر الصناعي بسبب قيود حقوق النشر. تبث جميع القنوات عبر الأقمار الصناعية فقط بجودة إتش دي منذ 2016.
أنهت الهيئة في 3 يونيو 2019 البث الأرضي الرقمي (DVB-T) لجميع قنواته التلفزيونية بسبب الاستخدام المنخفض للغاية للإشارات الأرضية الرقمية على أجهزة التلفزيون في سويسرا، والتي كانت جزءًا من سلسلة من تدابير توفير التكاليف جزئيًا نتيجة للمبادرة الشعبية No Billag لعام 2018. منذ ذلك الحين، أصبح استقبال القنوات التلفزيونية ممكنًا بشكل أساسي فقط من خلال الكبل الرقمي وتدفق الإنترنت وآي بي تي في.

## منظمة
يقع المقر الرئيسي لهيئة في برن. يحكمها مجلس إدارة يعينه مجلس مركزي يتألف من ممثلين عن المنظمات الأربع.
تتم معالجة البث بواسطة خمس فروع:
- Schweizer Radio und Fernsehen: يتعامل مع الإذاعة والتلفزيون الناطقين بالألمانية
- Radio télévision suisse: يتعامل مع الإذاعة والتلفزيون الناطقين بالفرنسية
- Radiotelevisione svizzera di lingua italiana: يتعامل مع الراديو والتلفزيون الناطقين باللغة الإيطالية
- Radio Television: يتعامل مع الإذاعة والتلفزيون الناطقين باللغة الرومانية
- سويس إنفو: يتعامل مع الخدمات الخارجية وبوابة الويب swissinfo.ch

شفايتزر راديو وفرنسين
راديو التلفزيون السويسري
راديو و تلفزيون سويسرا بالإيطالية
راديو وتلفزيون رومانتشا

بالإضافة إلى ذلك، هناك ست شركات فرعية تنتج البرامج التلفزيونية وصفحات النص التليفزيوني ونشر الكتب والإعلانات التلفزيونية وأبحاث الجمهور.
حتى إنهاء جميع الإشارات الأرضية في 3 يونيو 2019، كانت القنوات التلفزيونية الوحيدة المتاحة في جميع أنحاء سويسرا هي «SRF 1» و«RTS Un» و«RSI La 1»، لكن القنوات الأخرى متوفرة في المناطق اللغوية التي تمثلها لغة البث، وكذلك على المستوى الوطني عبر الكابلات والأقمار الصناعية وعبر الإنترنت. كانت «HD suisse» أول قناة تلفزيونية عالية الدقة تابعة للهيئة.
جميع قنوات هيئة الإذاعة مجانية ومتوفرة على الإنترنت. ولكن لا يمكن مشاهدته خارج سويسرا بسبب حقوق البث على جميع القنوات التلفزيونية. القناة التلفزيونية «RTS Couleur 3» هي الوحيدة التي يتم مشاهدتها عبر الإنترنت خارج سويسرا. يتم الاستماع إلى جميع البرامج الإذاعية خارج سويسرا.

## سويس إنفو
كان الاختصار السابق SRI في الأصل يرمز فقط إلى «Swiss Radio International»، والتي كانت ذراع البث الدولي للهيئة (1935-2004)، والتي كانت تستهدف المغتربين وغيرهم من المهتمين بسويسرا. توقفت سويس إنفو في أكتوبر 2004 عن البث على الموجات القصيرة والأقمار الصناعية، وبدلاً من ذلك ركزت جهودها على منصة الإنترنت متعددة الوسائط سويس إنفو، والتي تستحوذ الآن على معظم الموارد. يتوفر موقع Swissinfo باللغات الإنجليزية والفرنسية والألمانية والإيطالية والإسبانية والبرتغالية والعربية والصينية والروسية واليابانية.

## راديو الأقمار الصناعية السويسري
راديو الأقمار الصناعية السويسري (SSatR) هي شركة إذاعية مملوكة للهيئة وتضم ثلاث محطات: راديو سويس بوب (موسيقى البوب)؛ راديو سويس جاز (جاز، سول، بلوز) وراديو سويس كلاسيك (موسيقى كلاسيكية) كلها بدون انقطاع. تعمل هذه المحطات منذ 1 سبتمبر 1998.

شعار راديو سويس بوب (2018)
شعار راديو سويس جاز (2018)
شعار راديو سويس كلاسيك (2018)

## روابط خارجية
- الموقع الرسمي
- SRG Deutschschweiz (SRG.D) - the German parent organisation باللغة الألمانية
- SSR Suisse Romande (SSR.SR) - the French parent organisation باللغة الفرنسية
- Società cooperativa per la radiotelevisione nella Svizzera italiana (CORSI) - the Italian parent organisation باللغة الإيطالية
- SRG SSR Svizra Rumantscha (SRG.R) - the Romansh parent organisation باللغة الرومانشية
- Swiss Broadcasting Corporation بالألمانية وبالفرنسية وبالإيطالية من قاموس سويسرا التاريخي على الإنترنت.